# Nolana sphaerophylla
Nolana sphaerophylla är en potatisväxtart som först beskrevs av Rodolfo Amando Philippi, och fick sitt nu gällande namn av Mesa och Michael O. Dillon. Nolana sphaerophylla ingår i släktet cymbalblommor, och familjen potatisväxter. Inga underarter finns listade i Catalogue of Life.